# Dypterygia vagivitta
Dypterygia vagivitta är en fjärilsart som beskrevs av Walker 1862. Dypterygia vagivitta ingår i släktet Dypterygia och familjen nattflyn. Inga underarter finns listade i Catalogue of Life.